# احمد رضا تکناوتی
احمد رضا تکناوتی (انگلیسی: Ahmed Reda Tagnaouti؛ زادهٔ ۵ آوریل ۱۹۹۶) بازیکن فوتبال اهل مراکش است.
وی به عنوان دروازه‌بان در تیم ملی فوتبال مراکش بازی کرده‌است.